# Canavalia regalis
Canavalia regalis är en ärtväxtart som beskrevs av Charles Vancouver Piper och Stephen Troyte Dunn. Canavalia regalis ingår i släktet Canavalia och familjen ärtväxter. Inga underarter finns listade i Catalogue of Life.